# Pempsamacra subaurea
Pempsamacra subaurea är en skalbaggsart som beskrevs av Francis Polkinghorne Pascoe 1863. Pempsamacra subaurea ingår i släktet Pempsamacra och familjen långhorningar. Inga underarter finns listade i Catalogue of Life.